# Saut en longueur féminin aux championnats du monde d'athlétisme 1987
Navigation
Helsinki 1983 Tokyo 1991
L'épreuve du saut en longueur féminin des championnats du monde d'athlétisme 1987 s'est déroulée les 3 et 4 septembre 1987 dans le Stade olympique de Rome, en Italie. Elle est remportée par l'Américaine Jackie Joyner-Kersee.

## Résultats

### Finale
| Rang               | Athlète                 | Pays               | Essais | Essais | Essais | Essais | Essais | Essais | Marque | Notes |
| Rang               | Athlète                 | Pays               | 1      | 2      | 3      | 4      | 5      | 6      | Marque | Notes |
| ------------------ | ----------------------- | ------------------ | ------ | ------ | ------ | ------ | ------ | ------ | ------ | ----- |
| Médaille d'or      | Jackie Joyner-Kersee    | États-Unis         | 6.91   | 7.12   | 7.36   | 6.95   | 6.95   | 6.99   | 7,36 m | CR    |
| Médaille d'argent  | Yelena Belevskaya       | Union soviétique   | 6.17   | 6.81   | 6.74   | 7.14   | 6.92   | 6.98   | 7,14 m |       |
| Médaille de bronze | Heike Drechsler         | Allemagne de l'Est | 6.91   | 7.03   | 7.13   | 5.62   | -      | -      | 7,13 m |       |
| 4                  | Helga Radtke            | Allemagne de l'Est | 6.95   | 6.56   | 7.01   | x      | x      | 6.95   | 7,01 m |       |
| 5                  | Galina Chistyakova      | Union soviétique   | 6.99   | 6.74   | x      | x      | 6.83   | 6.80   | 6,99 m |       |
| 6                  | Irina Valyukevich       | Union soviétique   | 6.80   | 6.41   | 6.90   | 6.83   | 6.66   | 6.89   | 6,89 m |       |
| 7                  | Jennifer Inniss         | États-Unis         | 6.80   | 6.77   | 6.72   | x      | x      | 6.51   | 6,80 m |       |
| 8                  | Nicole Boegman          | Australie          | x      | 6.41   | 6.63   | 6.37   | x      | 6.22   | 6,63 m |       |
| 9                  | Ljudmila Ninova-Rudoll  | Bulgarie           |        |        |        |        |        |        | 6,50 m |       |
| 10                 | Sylvia Khristova-Moneva | Bulgarie           |        |        |        |        |        |        | 6,45 m |       |
| 11                 | Sheila Echols           | États-Unis         |        |        |        |        |        |        | 6,39 m |       |
| 12                 | Lene Demsitz            | Danemark           |        |        |        |        |        |        | 6,11 m |       |

## Légende
Records et Performances
- AR : Record continental (area record)
- CR : Record des championnats (championship record)
- MR : Record du meeting (meet record)
- NR : Record national (national record)
- OR : Record olympique (olympic record)
- PR : Record paralympique (paralympic record)
- PB : Record personnel (personal best)
- SB : Meilleure performance personnelle de la saison (season's best)
- WL : Meilleure performance mondiale de l'année (world leader)
- WJR : Record du monde junior (world junior record)
- WR : Record du monde (world record)

Circonstances et Conditions
- DNF : N'a pas terminé (did not finish)
- DNS : N'a pas pris le départ (did not start)
- DQ : Disqualification (disqualification)
- NM : Aucun essai valable enregistré (No Mark)
- Q : Qualifié « directement » au prochain tour (ou à la prochaine compétition), lors d'une compétition majeure, grâce au classement ou à la réalisation des minima (automatic qualifier)
- q : Qualifié au prochain tour (ou à la prochaine compétition), lors d'une compétition majeure, grâce au repêchage ou à la réalisation de l'une des meilleures performances parmi celles des « non qualifiés directement » (grâce au meilleur temps ou à la meilleure distance par exemple) (secondary qualifier)